# Dialekt brabancki
Dialekt brabancki (brabancki Braobans, niderl. Brabants) – grupa dialektów języka niderlandzkiego, używana głównie w holenderskiej prowincji Brabancja Północna i belgijskiej Brabancji i Antwerpii.

## Podział dialektu brabanckiego
- zachodniobrabancki
- wschodniobrabancki
- południowobrabancki